# جيمس ر. غودمان
جيمس ر. غودمان (بالإنجليزية: James R. Goodman)‏ هو عالم حاسوب ومهندس أمريكي، ولد في 16 يوليو 1944 في توبيكا في الولايات المتحدة.